# Varðin (Unternehmen)
P/F Varðin ist eine Fischerei-Reederei und ein Fischverarbeitungs-Unternehmen mit Sitz in Syðrugøta auf den Färöern.

## Geschichte
Das Unternehmen wurde 1985 als P/F Vinnan gegründet. Im Jahr 2009 änderte das Unternehmen seinen Namen von P/F Vinnan in P/F Varðin um. P/F Varðin war vorher der Name der Tochtergesellschaft, die die Tróndur í Gøtu bis dahin besaß. Diese Tochtergesellschaft heißt jetzt P/F Hvamm.

## Tochtergesellschaften und Schiffe

### Fischereiflotte
| Tochter– gesellschaft | Schiff         | Baujahr | Trawler-Typ                                    | Länge/Breite  |
| --------------------- | -------------- | ------- | ---------------------------------------------- | ------------- |
| Driftin P/F           | Jupiter        | 1994    | Pelagisches Schleppnetz und Ringwadenfischerei | 74,2 × 13,6 m |
| P/F Desin             | Høgiklettur    | 1987    | Pelagisches Schleppnetz und Ringwadenfischerei | 73 × 12 m     |
| P/F Gulenni           | Tummas T       | 2002    | Pelagisches Schleppnetz und Ringwadenfischerei | 64 × 13 m     |
| P/F Hvamm             | Tróndur í Gøtu | 2010    | Pelagisches Schleppnetz und Ringwadenfischerei | 81,6 × 16,6 m |
| P/F Krossbrekka       | Finnur Fríði   | 2003    | Pelagisches Schleppnetz und Ringwadenfischerei | 76,43 × 15 m  |

### Fischverarbeitung

#### P/F Varðin Pelagic
Die Tochtergesellschaft P/F Varðin Pelagic wurde 2011 von P/F Varðin und den Fischverarbeitungsunternehmen P/F Delta Seafood zusammen gegründet. Es wurde ein Fischverarbeitungsanlage in Tvøroyri errichtet und im August 2012 wurde die Produktion aufgenommen. Im Juni 2017 wurde die Anlage von einem Feuer verwüstet, und die gesamte Fabrik wurde von den Flammen verbrannt. Die Produktion kam zum Erliegen. Um die Anlage wieder zum Laufen zu bringen, war ein vollständiger Neuaufbau von Grund auf erforderlich. Kurz nach dem Brand entschied der Verwaltungsrat sich für den Wiederaufbau. Die neu errichtete und verbesserte Anlage nahm im August 2018, etwas mehr als ein Jahr nach dem Brand, die Produktion wieder auf. Die neue Fabrik ist vollautomatisiert und mit fortschrittlichen Kühlsystemen und Schnellgefriertechnologie ausgestattet. Nach einem Jahr Produktion und Anpassungen war die Anlage vollständig optimiert und lief mit voller Kapazität.

## Beteiligungen
- P/F Faroe Origin, ist eine Fischerei-Reederei und ein Fischverarbeitungs-Unternehmen mit Sitz in Saltangará.[10] Faroe Origin betreibt sechs Trawler: Heykur, Rókur, Stelkur, Falkur, Lerkur, Bakur.[11]

## Bildergalerie

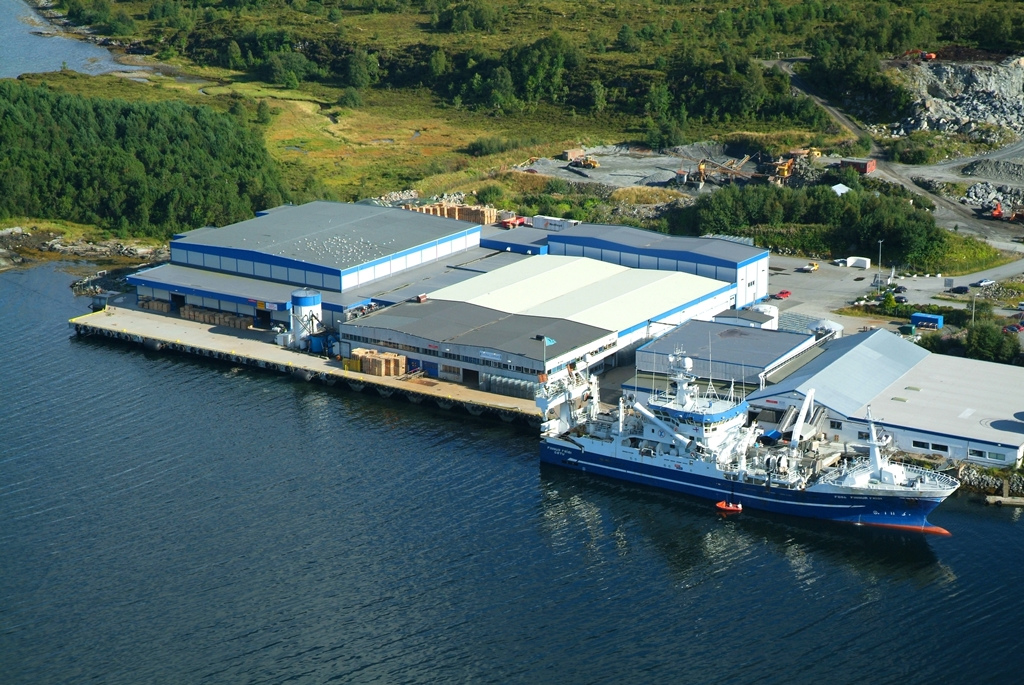
Die Finnur Fríði bei Norway Pelagic in Ålesund.
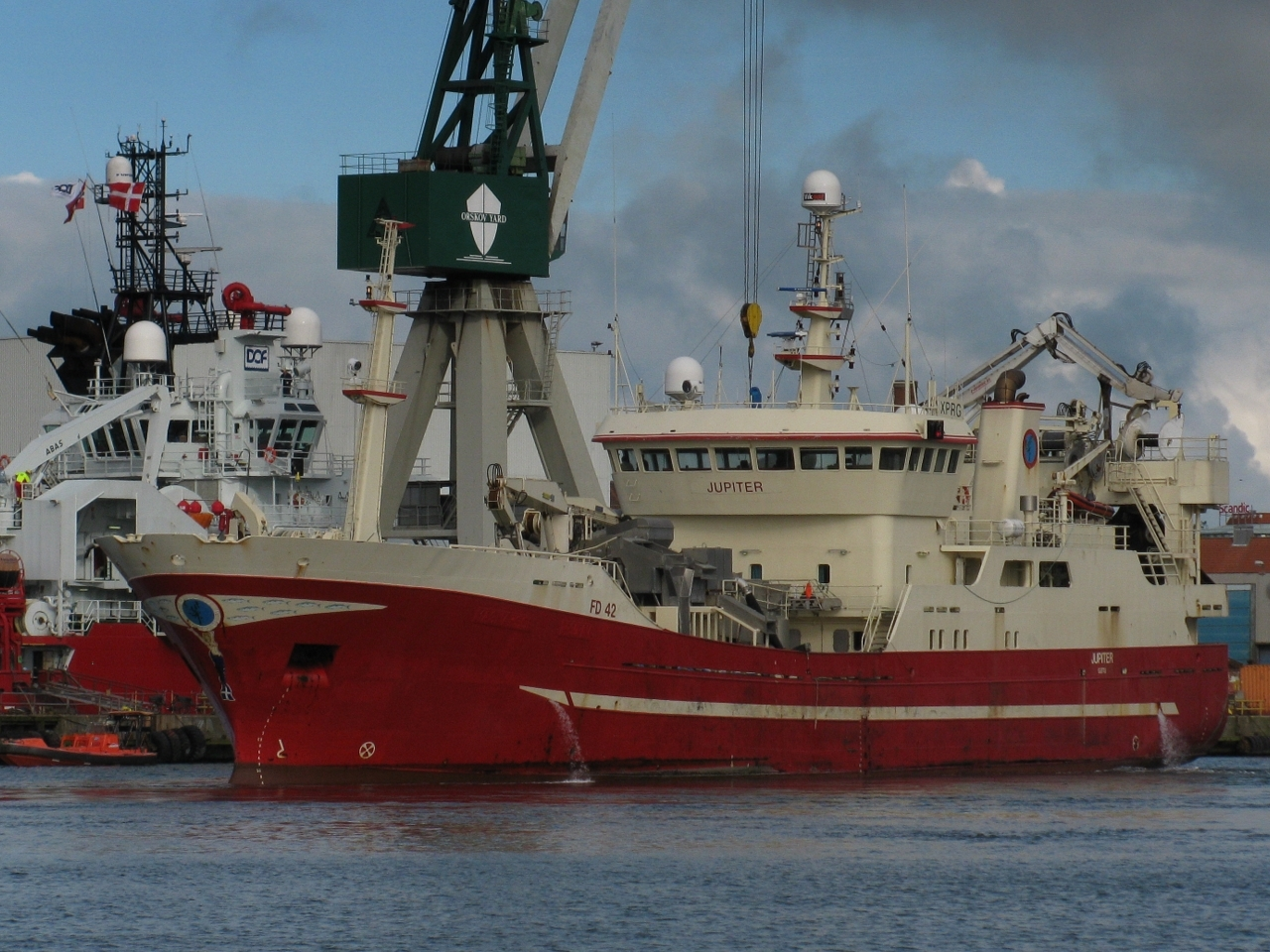
Die Jupiter im Hafen von Frederikshavn.
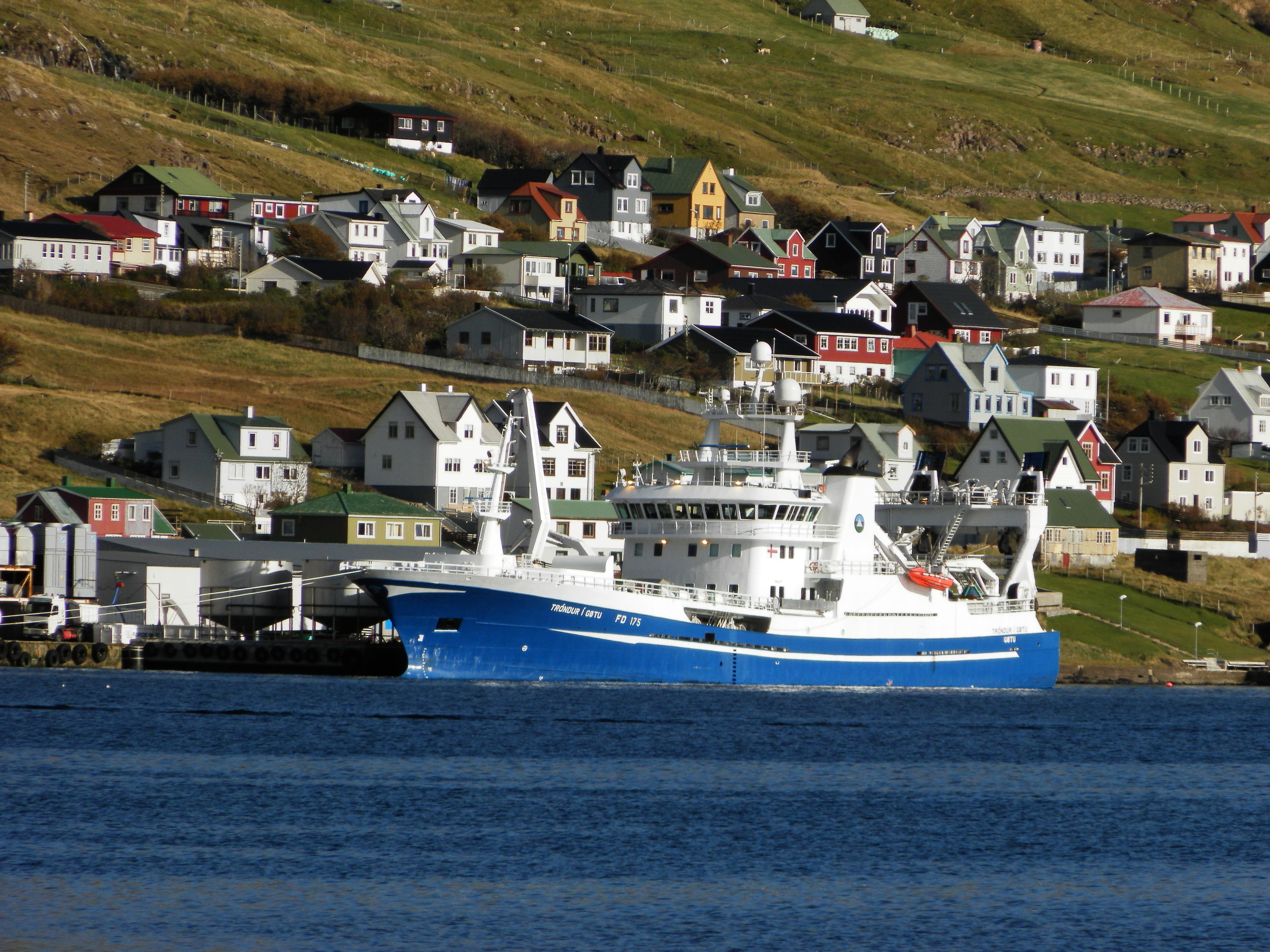
Die Tróndur í Gøtu in Tvøroyri.
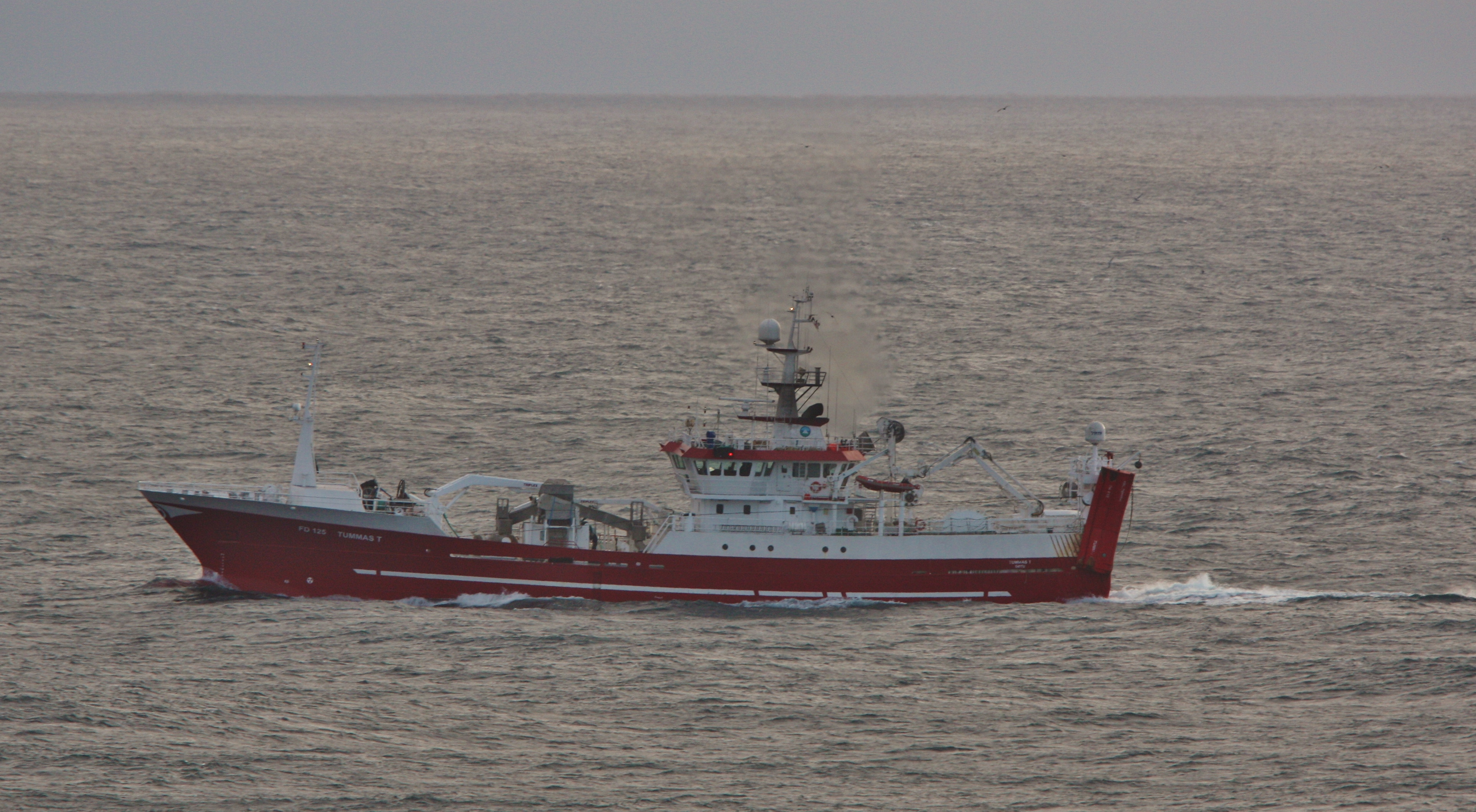
Die Tummas T von Sumburgh Head aus.
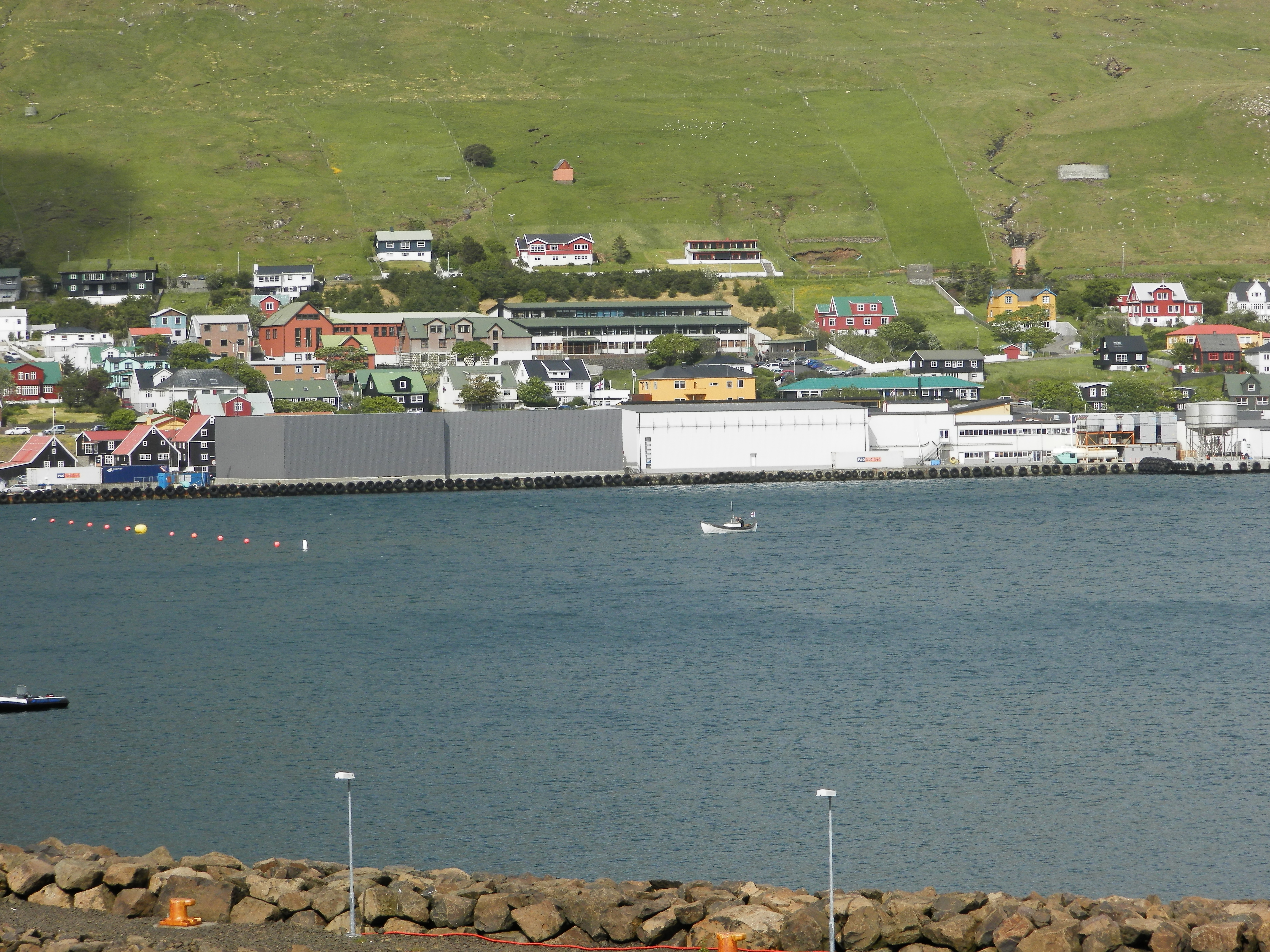
Vardin Pelagic im Jahr 2013 vor den Brand.